# 1776 en France
Chronologie de la France
- 1772
- 1773
- 1774
- 1775
- 1776
- 1777
- 1778
- 1779
- 1780

Cette page concerne l’année 1776 du calendrier grégorien.

## Événements
- 5 janvier : Turgot propose au conseil du roi un projet de six édits abolissant la corvée royale, supprimant les privilèges commerciaux et les jurandes, imposant la noblesse.
- 9 janvier : hiver glacial dans le nord de la France. Normal au Centre et dans le Sud du pays. Grand froid à Paris à partir du 9 janvier jusqu’au début février. Température record : -19,1 °C à Paris le 29 janvier[1]. La Seine est gelée du 25 janvier au 6 février[2].
- Janvier : la direction de l'Académie royale de musique est refusée au chevalier de Saint-George ; Mlles Arnould, Guimard, Rosalie et autres actrices ayant adressé un placet à la reine pour « représenter à Sa Majesté que leur honneur et la délicatesse de leur conscience ne leur permettraient jamais d’être soumises aux ordres d’un mulâtre »[3].

- 5 février : des lettres patentes abolissent le droit de sol pour livre sur les suifs et chandelles, remplacé par un impôt sur les bestiaux aux entrées de Paris[4].

- 12 mars : un lit de justice est tenu à Versailles pour l’enregistrement des édits de Turgot de février sur la suppression de la corvée, des jurandes, maîtrises, et corporations (liberté de travail)[5].
- 24 mars : un arrêt du Conseil du roi autorise la création d’une nouvelle Caisse d’escompte[6].
- 25 mars : ordonnance instituant les divisions militaires[7].

- Avril : édit instituant la libre circulation des vins dans le royaume[8].

- 12 mai : devant l’hostilité des milieux politiques (remontrance du parlement de Paris) et commerciaux, Turgot démissionne[6]. Dans les six mois, tous les édits réformateurs sont retirés. Mais leur préambule constitue souvent une critique vigoureuse des institutions et ils sont lus par les curés au prône et affichés par les officiers municipaux. Le débat politique commence à glisser des dirigeants vers les dirigés.
- 20 mai : Clugny de Nuits est nommé contrôleur général des finances[9].

- Juin et juillet : l’ingénieur français Claude Jouffroy d’Abbans fait la démonstration du premier bateau à vapeur avec roues à aubes sur le Doubs[10].
- 30 juin : création de la loterie royale[11].

- 4 juillet : les États-Unis d’Amérique déclarent leur indépendance.

- 11 août : déclaration prolongeant la taille Bertier dans la généralité de Paris pour 6 ans. Révocation de la déclaration du 17 février 1728[6].
- 28 août : rétablissement des corporations en six corps de marchands et quarante-quatre communautés d’arts et métiers[12]. 20 professions restent « libérées ». Un nouveau statut, « l’agrégation », est créé pour que ceux qui ne veulent pas entrer dans une corporation puisse exercer leur métier.
- Août : la réglementation du commerce des grains est rétablie[13].

- 1er septembre : Bertier de Sauvigny devient intendant de la généralité de Paris. Il fait lever un cadastre dans la généralité de Paris entre 1776 et 1791[6].
- 21 septembre : Anne-Louis-Henri de La Fare, futur cardinal, futur député aux États généraux de 1789 est ordonné prêtre[14].
- 30 septembre : vendange tardives en Bourgogne. Bonne récolte de blé[15].

- 21 octobre : Louis Gabriel Taboureau des Réaux est nommé contrôleur général des finances[16].
- 22 octobre : après quelques essais ministériels, la succession de Turgot passe au banquier genevois Jacques Necker, nommé directeur général du Trésor royal. Étant protestant, il ne peut être membre du Conseil du Roi et n’est donc pas nommé contrôleur général des finances[16]. Pour faire face aux difficultés budgétaires issues de la guerre d’Amérique, il recourt à l’emprunt mais devra revenir à la politique d’économies menée par Turgot.

- 22 décembre : règlement concernant les pensions et autres grâces pécuniaires[6].
- 28 décembre : l’ambassadeur américain Benjamin Franklin est reçu par le ministre des Affaires étrangères Vergennes ; il vient demander de l’aide à la France contre les Britanniques[17].

- Fondation à Reims de la maison de Champagne Dubois, père et fils, à l’origine de la maison Louis Roederer[18].

## Naissances en 1776
- 15 mars : Aimé Picquet du Boisguy, général chouan.
- 25 mars : Madame Hamelin, femme d'esprit.
- 27 mars : Charles-François Brisseau de Mirbel, botaniste († 1854).
- 1er avril : Sophie Germain, mathématicienne.
- 24 avril : Robert-Aglaé Cauchoix, opticien.
- 4 juin : Charles-Joseph Buquet, général.
- 2 septembre : Toussaint du Breil de Pontbriand, général Chouan
- 26 octobre : Abdallah d'Asbonne, à Bethléem, mamelouk de la Garde impériale et Consul de France
- Date précise inconnue
  - François-Antoine-Joan Mazure, enseignant et historien, mort en 1828.

## Décès en 1776
- 10 mars : Élie Fréron polémiste français.
- 23 mai : Julie de Lespinasse.